# Казамаччоли
Казамаччоли (фр. Casamaccioli, корс. Casamacciuli) — коммуна во Франции, находится в регионе Корсика. Департамент коммуны — Верхняя Корсика. Входит в состав кантона Голо-Морозалья. Округ коммуны — Корте.
Код INSEE коммуны — 2B073.

## Население
Население коммуны на 2008 год составляло 101 человек.
| 1962 | 1968 | 1975 | 1982 | 1990 | 1999 | 2008 |
| ---- | ---- | ---- | ---- | ---- | ---- | ---- |
| 266  | 285  | 172  | 140  | 91   | 100  | 101  |

## Экономика
В 2007 году среди 60 человек в трудоспособном возрасте (15—64 лет) 34 были экономически активными, 26 — неактивными (показатель активности — 56,7 %, в 1999 году было 47,4 %). Из 34 активных работали 32 человека (22 мужчины и 10 женщин), безработными были 2 мужчин. Среди 26 неактивных 4 человека были учениками или студентами, 11 — пенсионерами, 11 были неактивными по другим причинам.